# Thalera tangens
Thalera tangens är en fjärilsart som beskrevs av Barend J. Lempke 1949. Thalera tangens ingår i släktet Thalera och familjen mätare. Inga underarter finns listade i Catalogue of Life.